# Epichorius sorenseni
Epichorius sorenseni is een keversoort uit de familie pilkevers (Byrrhidae). De wetenschappelijke naam van de soort is voor het eerst geldig gepubliceerd in 1951 door Brookes.